# Бецьків
Бецьків — струмок в Україні, у Сторожинецькому районі Чернівецької області. Права притока Серету (басейн Дунаю).

## Опис
Довжина струмка приблизно 9,1км. Формується з багатьох безіменних струмків.

## Розташування
Бере початок на північному заході від Давидівки. Спочатку тече на північний схід через Стару Жадову, а потім на південний схід і в Комарівцях впадає у річку Серет, ліву притоку Дунаю.